# Aleksandrs Samoilovs
Aleksandrs Samoilovs (Riga, URSS, 6 de abril de 1985) es un deportista letón que compite en voleibol, en la modalidad de playa.
Ganó cinco medallas en el Campeonato Europeo de Vóley Playa entre los años 2013 y 2018.

## Palmarés internacional
| Campeonato Europeo | Campeonato Europeo         | Campeonato Europeo | Campeonato Europeo |
| Año                | Lugar                      | Medalla            | Pareja             |
| ------------------ | -------------------------- | ------------------ | ------------------ |
| 2013               | Klagenfurt (Austria)       | Medalla de plata   | Jānis Šmēdiņš      |
| 2014               | Quartu Sant'Elena (Italia) | Medalla de plata   | Jānis Šmēdiņš      |
| 2015               | Klagenfurt (Austria)       | Medalla de oro     | Jānis Šmēdiņš      |
| 2017               | Jūrmala (Letonia)          | Medalla de plata   | Jānis Šmēdiņš      |
| 2018               | La Haya (Países Bajos)     | Medalla de plata   | Jānis Šmēdiņš      |